# 릴리트 슈탕겐베르크
릴리트 슈탕겐베르크(Lilith Stangenberg, 1988년 8월 14일 ~ )는 독일의 배우이다.

## 출연 작품
- 블러드서커스 (2021)
- 와일드 (2016)
- 승자의 거짓말 (2014)
- 루겐 (2014)
- 블리츠제이스 (2011)